# Cölestin Spegele
Cölestin Spegele (* 2. April 1761 in Weißenhorn; † 29. März 1831 in Waldsee?) war ein katholischer Theologe und Professor an der Katholischen Landesuniversität Ellwangen in Württemberg.
Spegele absolvierte seine Vorstudien im Kloster Wiblingen. Danach studierte er die Philosophie in Augsburg und die Theologie in Freiburg. Im Jahr 1779 trat er ins Benediktinerkloster St. Georgen zu Villingen ein. Nach Auflösung des Klosters wurde er 1810 Professor für Hermeneutik in Rottweil.
Im Studienjahr 1812/13 ging er als Rektor an die von Württemberg neugegründete Landesuniversität, wo zunächst auch Johann Sebastian von Drey (1777–1853) wirkte. Zu seinen Schülern zählte u. a. der spätere Tübinger Spitzentheologe Johann Adam Möhler.
Weitere Ellwanger Theologie-Professoren waren Johann Nepomuk Bestlin (1768–1831), Peter Alois Gratz (1769–1849) und der bekannte Kirchenrechtler Karl Wachter (1764–1822). Alle waren erst kurz zuvor von der kath.-theologischen Fakultät in Freiburg promoviert worden, da das neu geeinte Königtum auf rasche Errichtung der Hochschule drängte.
Ende 1814 ließ Spegele jedoch seine Professur ruhen und übernahm die Pfarre Ziegelbach im Oberamt Waldsee bei Ravensburg. An der Fakultät vertrat ihn teilweise Johann Georg Herbst, der auch sein Nachfolger wurde. Ein Grund von Spegeles Resignation dürfte die geplante Eingliederung der Theologischen Fakultät in die Universität Tübingen gewesen sein, die dann 1817–1818 durchgeführt wurde.